# Linkin Park and Friends: Celebrate Life in Honor of Chester Bennington
Linkin Park and Friends: Celebrate Life in Honor of Chester Bennington – koncert upamiętniający Chestera Benningtona, wokalistę zespołu Linkin Park, który odbył się w nocy z 27 na 28 października 2017 roku w amfiteatrze Hollywood Bowl w Los Angeles w Stanach Zjednoczonych.
Koncert był pierwszym publicznym występem członków Linkin Park od śmierci Chestera Benningtona w lipcu 2017 roku. Wydarzenie zgromadziło około 17,5 tys. uczestników i miało charakter charytatywny. Jego celem było uhonorowanie pamięci wokalisty oraz podniesienie świadomości na temat depresji i zapobiegania samobójstwom, między innymi poprzez wsparcie funduszu One More Light Fund, działającego w ramach organizacji Music For Relief.

## Przebieg

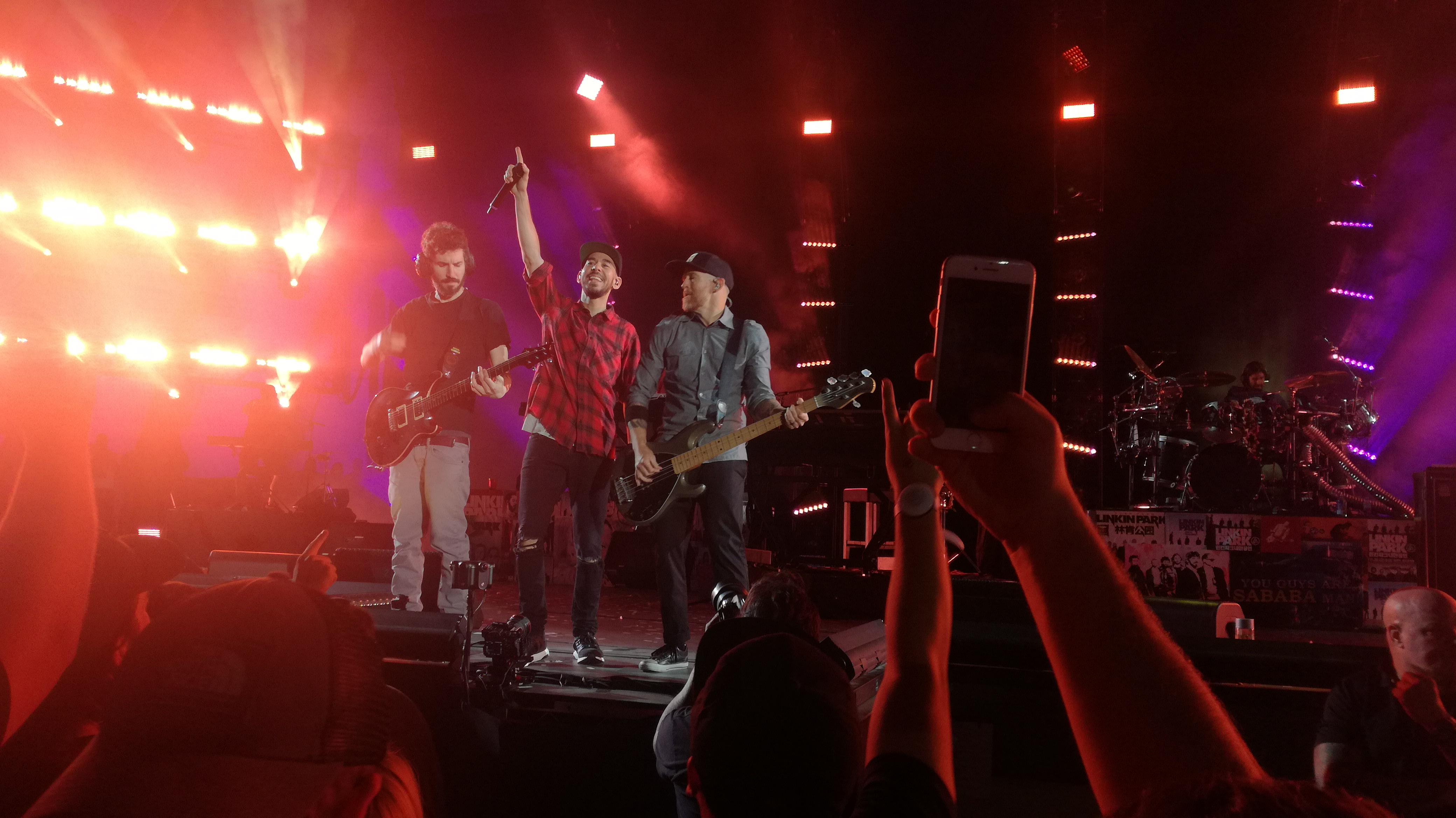
Brad Delson, Mike Shinoda i Phoenix podczas koncertu

Koncert został zapowiedziany przez grupę 18 września 2017 roku. Odbył się w nocy z 27 na 28 października 2017 roku w amfiteatrze Hollywood Bowl w Los Angeles. Wydarzenie rozpoczęło się o godzinie 19.30 czasu lokalnego i było transmitowane na żywo w internecie od godziny 4.45 czasu polskiego. Udział w nim wzięli członkowie Linkin Park oraz ponad dwudziestu zaproszonych artystów, w tym muzycy solowi oraz reprezentanci grup takich jak Korn, Blink-182 i System of a Down.
Był to pierwszy publiczny występ zespołu od samobójczej śmierci Chestera Benningtona, która nastąpiła 20 lipca 2017 roku. Bennington przez wiele lat zmagał się z depresją. Podczas koncertu wykonano utwory z repertuaru Linkin Park, w których partie wokalne zmarłego wokalisty zastępowali zaproszeni muzycy oraz publiczność. Na potrzeby wydarzenia przygotowano specjalne utwory i aranżacje. W przerwach między utworami prezentowano archiwalne nagrania z udziałem Benningtona. Koncert był hołdem muzyków złożonym zmarłemu artyście oraz uczczeniem jego życia i twórczości.
Wydarzenie trwało ponad 3 godziny, a po jego zakończeniu zapis został opublikowany na oficjalnym kanale Linkin Park na platformie YouTube. Koncert zgromadził około 17,5 tys. uczestników, a jego celem było podniesienie świadomości na temat depresji i zapobiegania samobójstwom, między innymi poprzez wsparcie funduszu One More Light Fund, działającego w ramach organizacji Music For Relief.

### „Looking for an Answer”
Mike Shinoda wykonał balladę fortepianową zatytułowaną „Looking for an Answer”, napisaną kilka dni po śmierci Benningtona. Utwór był formą żałoby przez co miał charakter osobisty i nie został dokończony w trakcie występu. Shinoda zapowiedział, że dalszy rozwój kompozycji będzie udostępniany fanom w mediach społecznościowych.

### „Numb”
Podczas koncertu wykonano utwór „Numb” w wersji instrumentalnej, przy czym partie wokalne zostały zaśpiewane przez zgromadzoną publiczność. Spontaniczny udział widzów w wykonaniu został odczytany przez media jako forma zbiorowego hołdu i przejaw jedności społeczności fanów zespołu.

### Występ Alanis Morissette
W towarzystwie muzyków No Doubt (Tony’ego Kanala, Adriana Younga i Toma Dumonta) Alanis Morissette wykonała utwór Linkin Park „Castle of Glass”, a następnie zaprezentowała po raz pierwszy autorski utwór „Rest”, zadedykowany zmarłemu Chesterowi. Kompozycja została wybrana przez Shinodę spośród nieopublikowanych wówczas nagrań artystki. Było to pierwsze publiczne wykonanie tego utworu, który w wersji studyjnej został udostępniony kilka lat później, 20 maja 2021 roku.

### Przemówienie Talindy Bennington
Wdowa po Chesterze Benningtonie, Talinda Bennington, wygłosiła przemówienie, w którym podkreśliła zaangażowanie męża w działalność charytatywną oraz jego dbałość o bliskich i fanów. Zapowiedziała również powołanie inicjatywy „320” (nazwa pochodząca od daty urodzin Chestera – 20 marca), której celem będzie ułatwienie dostępu do zasobów z zakresu zdrowia psychicznego. W trakcie koncertu obecni byli specjaliści oferujący wsparcie psychologiczne.

## Lista utworów
| Pozycja                                       | Utwór                                     | Wykonanie                                                  |
| --------------------------------------------- | ----------------------------------------- | ---------------------------------------------------------- |
| 1.                                            | „Robot Boy”                               |                                                            |
| 2.                                            | „Iridescent / The Messenger”              | Jonathan Green                                             |
| 3.                                            | „Roads Untraveled”                        | Jonathan Green                                             |
| 4.                                            | "Numb”                                    | publiczność                                                |
| 5.                                            | „Shadow of the Day / With or Without You” | Ryan Key z Yellowcard                                      |
| 6.                                            | „Leave Out All the Rest”                  | Gavin Rossdale z Bush                                      |
| 7.                                            | „Somewhere I Belong”                      | Takahiro Moriuchi z One Ok Rock                            |
| 8.                                            | „Castle of Glass”                         | Tom Dumont, Adrian Young, Tony Kanal i Alanis Morissette   |
| 9.                                            | "Rest”                                    | Alanis Morissette                                          |
| 10.                                           | „Nobody Can Save Me”                      | Steven McKellar z Civil Twilight, i Jonathan Green         |
| 11.                                           | „Battle Symphony”                         | Jonathan Green                                             |
| 12.                                           | „Sharp Edges”                             | Ilsey Juber                                                |
| 13.                                           | „Talking to Myself”                       | Ilsey Juber                                                |
| 14.                                           | „Heavy”                                   | Kiiara i Julia Michaels                                    |
| 15.                                           | „One More Light”                          |                                                            |
| 16.                                           | „Looking for an Answer”                   | Mike Shinoda                                               |
| 17.                                           | „Waiting for the End”                     | Sydney Sierota z Echosmith                                 |
| 18.                                           | „Crawling”                                | Oliver Sykes z Bring Me the Horizon i Zedd                 |
| 19.                                           | „Papercut”                                | Machine Gun Kelly                                          |
| 20.                                           | „One Step Closer”                         | Jonathan Davis z Korn, Ryan Shuck i Amir Derakh z Julien-K |
| 21.                                           | „A Place for My Head”                     | Jeremy McKinnon z A Day to Remember                        |
| 22.                                           | „Rebellion”                               | Daron Malakian i Shavo Odadjian z System of a Down         |
| 23.                                           | „The Catalyst”                            | Deryck Whibley z Sum 41                                    |
| 24.                                           | „Miss You”                                | Blink-182                                                  |
| 25.                                           | „What I’ve Done”                          | Blink-182, Mike Shinoda i Joe Hahn                         |
| 26.                                           | „In the End”                              |                                                            |
| 27.                                           | „New Divide”                              |                                                            |
| 28.                                           | „A Light That Never Comes”                | Steve Aoki i Frank Zummo z Sum 41                          |
| 29.                                           | „Burn It Down”                            | M. Shadows z Avenged Sevenfold                             |
| 30.                                           | „Faint”                                   | Mike Shinoda                                               |
| 31.                                           | „Bleed It Out”                            | wszyscy muzycy                                             |
| Opracowano na podstawie materiału źródłowego. |                                           |                                                            |